# Buchtel
Buchtel è un villaggio degli Stati Uniti d'America, situato nello stato dell'Ohio, diviso tra la contea di Athens e la contea di Hocking.